# Пташковиці
Пташковиці (пол. Ptaszkowice) — село в Польщі, у гміні Заполиці Здунськовольського повіту Лодзинського воєводства.
Населення — 216 осіб (2011).
У 1975-1998 роках село належало до Серадзького воєводства.

## Демографія
Демографічна структура станом на 31 березня 2011 року:
|          | Загалом | Допрацездатний вік | Працездатний вік | Постпрацездатний вік |
| -------- | ------- | ------------------ | ---------------- | -------------------- |
| Чоловіки | 106     | 28                 | 73               | 5                    |
| Жінки    | 110     | 22                 | 69               | 19                   |
| Разом    | 216     | 50                 | 142              | 24                   |